# Феровија (Лука)
Феровија је насеље у Италији у округу Лука, региону Тоскана.
Према процени из 2011. у насељу је живело 26 становника. Насеље се налази на надморској висини од 2 м.